# Distrikt Chucuito

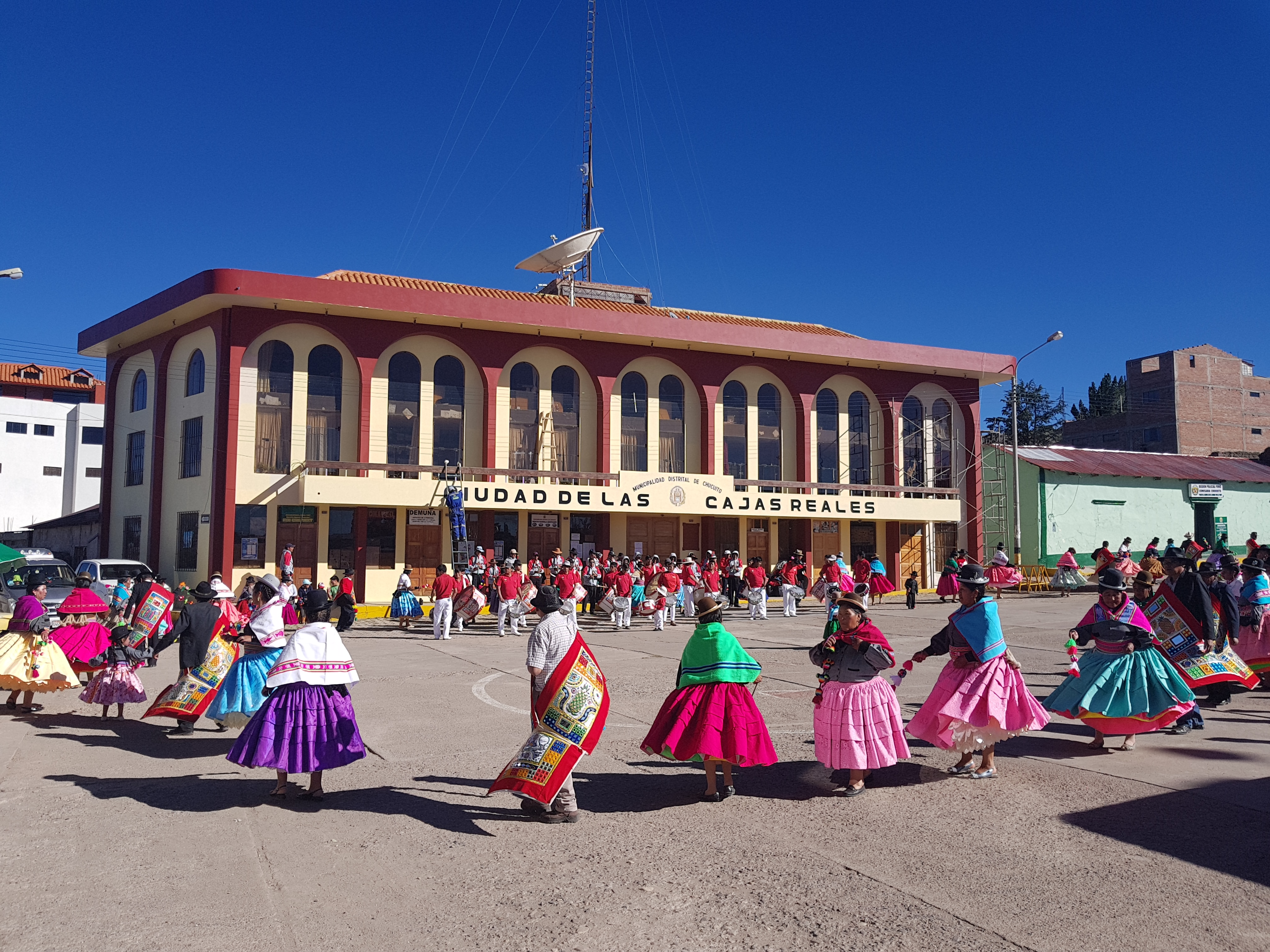
Gebäude der Distriktverwaltung

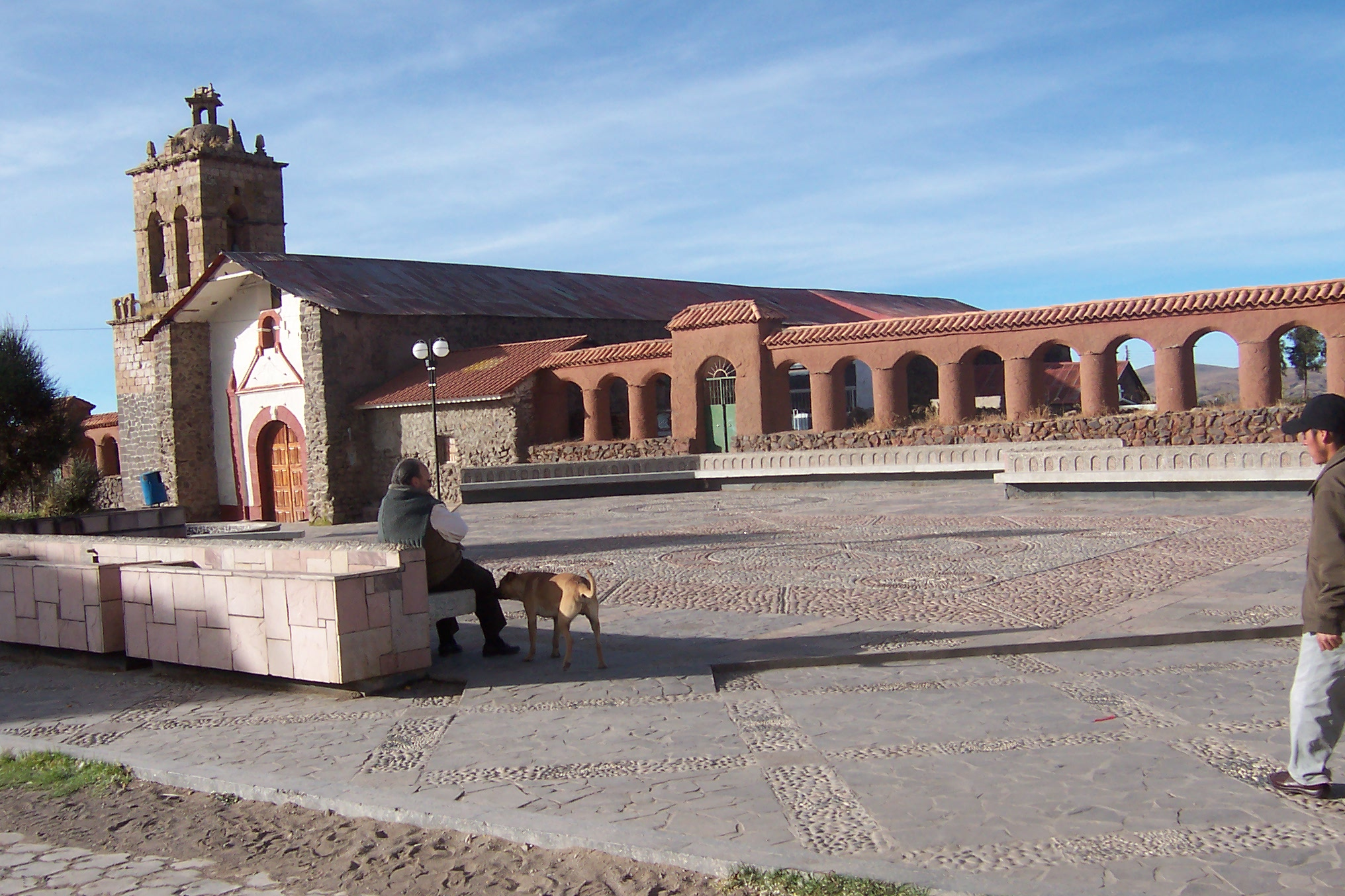
Kirche in Chucuito

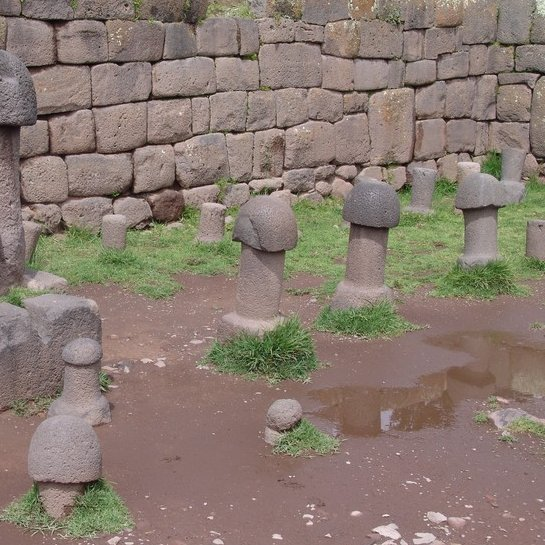
Archäologischer Fundplatz Inka Uyu

Der Distrikt Chucuito liegt in der Provinz Puno in der Region Puno in Süd-Peru. Der Distrikt hat eine Fläche von 121,18 km². Beim Zensus 2017 wurden 7019 Einwohner gezählt. Im Jahr 1993 lag die Einwohnerzahl bei 9833, im Jahr 2007 bei 7913. Verwaltungssitz des Distriktes ist die 3871 m hoch gelegene Ortschaft Chucuito mit 1135 Einwohnern (Stand 2017). Chucuito liegt am Westufer des Titicacasees, 16 km ostsüdöstlich der Provinz- und Regionshauptstadt Puno. Im Hauptort Chucuito befindet sich der archäologische Fundplatz Inka Uyu.

## Geographische Lage
Der Distrikt Chucuito liegt im Altiplano am Westufer des Titicacasees im Nordosten der Provinz Puno. Der landferne Nordteil der Halbinsel Chucuito gehört auch zum Distriktgebiet.
Der Distrikt Chucuito grenzt im Südosten an den Distrikt Platería, im Südwesten an den Distrikt Pichacani sowie im Westen an den Distrikt Puno.